# Bellac (quận)
Quận Bellac là một quận của Pháp, nằm ở tỉnh Haute-Vienne, ở vùng Nouvelle-Aquitaine. Quận này có 8 tổng và 63 xã.

## Các đơn vị hành chính

### Các tổng
Các tổng của quận Bellac là: 
1. Bellac
2. Bessines-sur-Gartempe
3. Châteauponsac
4. Le Dorat
5. Magnac-Laval
6. Mézières-sur-Issoire
7. Nantiat
8. Saint-Sulpice-les-Feuilles

### Các xã
Các xã của quận Bellac, và mã INSEE là: 
| 1. Arnac-la-Poste (87003)              | 2. Azat-le-Ris (87006)               | 3. Balledent (87007)                 | 4. Bellac (87011)                      |
| 5. Berneuil (87012)                    | 6. Bessines-sur-Gartempe (87014)     | 7. Blanzac (87017)                   | 8. Blond (87018)                       |
| 9. Breuilaufa (87022)                  | 10. Bussière-Boffy (87026)           | 11. Bussière-Poitevine (87028)       | 12. Chamboret (87033)                  |
| 13. Châteauponsac (87041)              | 14. Cieux (87045)                    | 15. Compreignac (87047)              | 16. Cromac (87053)                     |
| 17. Darnac (87055)                     | 18. Dinsac (87056)                   | 19. Dompierre-les-Églises (87057)    | 20. Droux (87061)                      |
| 21. Folles (87067)                     | 22. Fromental (87068)                | 23. Gajoubert (87069)                | 24. Jouac (87080)                      |
| 25. La Bazeuge (87008)                 | 26. La Croix-sur-Gartempe (87052)    | 27. Le Buis (87023)                  | 28. Le Dorat (87059)                   |
| 29. Les Grands-Chézeaux (87074)        | 30. Lussac-les-Églises (87087)       | 31. Magnac-Laval (87089)             | 32. Mailhac-sur-Benaize (87090)        |
| 33. Montrol-Sénard (87100)             | 34. Mortemart (87101)                | 35. Mézières-sur-Issoire (87097)     | 36. Nantiat (87103)                    |
| 37. Nouic (87108)                      | 38. Oradour-Saint-Genest (87109)     | 39. Peyrat-de-Bellac (87116)         | 40. Rancon (87121)                     |
| 41. Razès (87122)                      | 42. Roussac (87128)                  | 43. Saint-Amand-Magnazeix (87133)    | 44. Saint-Barbant (87136)              |
| 45. Saint-Bonnet-de-Bellac (87139)     | 46. Saint-Georges-les-Landes (87145) | 47. Saint-Hilaire-la-Treille (87149) | 48. Saint-Junien-les-Combes (87155)    |
| 49. Saint-Léger-Magnazeix (87160)      | 50. Saint-Martial-sur-Isop (87163)   | 51. Saint-Martin-le-Mault (87165)    | 52. Saint-Ouen-sur-Gartempe (87172)    |
| 53. Saint-Pardoux (87173)              | 54. Saint-Sornin-Leulac (87180)      | 55. Saint-Sornin-la-Marche (87179)   | 56. Saint-Sulpice-les-Feuilles (87182) |
| 57. Saint-Symphorien-sur-Couze (87184) | 58. Tersannes (87195)                | 59. Thiat (87196)                    | 60. Thouron (87197)                    |
| 61. Vaulry (87198)                     | 62. Verneuil-Moustiers (87200)       | 63. Villefavard (87206)              |                                        |